# La actriz
La actriz é uma telenovela mexicana, produzida pela Televisa e exibida em 1962 pelo Telesistema Mexicano.

## Elenco
- Magda Guzmán
- Carlos López Moctezuma
- Dolores Tinoco
- María Douglas